# 梅里约莱塞唐
梅里约莱塞唐（法語：Meyrieu-les-Étangs，法語發音：[meʁjø le.z‿etɑ̃]）是法国伊泽尔省的一个市镇，位于该省西北部，属于维埃纳区。

## 地理
梅里约莱塞唐（45°30'49"N, 5°12'0"E）面积8.54 平方千米，位于法国奥弗涅-罗讷-阿尔卑斯大区伊泽尔省，该省份为法国东南部内陆省份，北起顺时针与安省、萨瓦省、上阿尔卑斯省、德龙省、阿尔代什省、卢瓦尔省和罗讷省。
与梅里约莱塞唐接壤的市镇（或旧市镇、城区）包括：阿尔塔、沙托奈、屈兰、比永河畔圣阿年、热尔翁德河畔圣安娜、圣让德布尔奈。

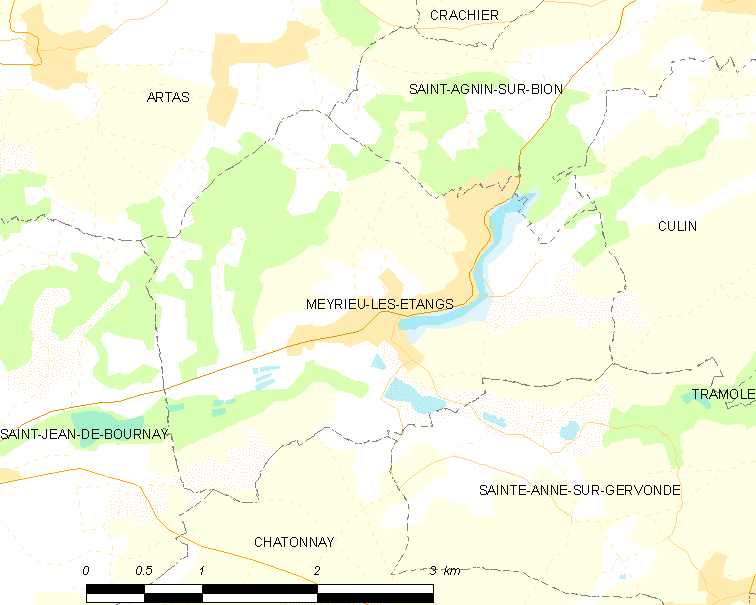
梅里约莱塞唐的OSM定位图

梅里约莱塞唐的时区为UTC+01:00、UTC+02:00（夏令时）。

## 行政
梅里约莱塞唐的邮政编码为38440，INSEE市镇编码为38231。

## 政治
梅里约莱塞唐所属的省级选区为利勒达博县。

## 人口

1962-2008年间梅里约莱塞唐人口变化图示

梅里约莱塞唐于2022年1月1日时的人口数量为1029人。